# Dinklageella
Dinklageella – rodzaj roślin z rodziny storczykowatych (Orchidaceae). Rośliny występują w zachodniej i środkowej Afryce równikowej w: Kamerunie, Gwinei Równikowej, Gabonie, Ghanie, na wyspach Zatoki Gwinejskiej, Wybrzeżu Kości Słoniowej, w Liberii, Nigerii, Sierra Leone, Demokratycznej Republice Konga.

## Systematyka
Rodzaj sklasyfikowany do podplemienia Angraecinae w plemieniu Vandeae, podrodzina epidendronowe (Epidendroideae), rodzina storczykowate (Orchidaceae), rząd szparagowce (Asparagales) w obrębie roślin jednoliściennych.
Wykaz gatunków
- Dinklageella liberica Mansf.
- Dinklageella minor Summerh.
- Dinklageella scandens Stévart & P.J.Cribb
- Dinklageella villiersii Szlach. & Olszewski